# ثوريزيند ملك الغيبيديين
ثوريزيند (باللاتينية: Turisindus) (توفي حوالي 560) كان ملك الغيبيديين من الجرمان الشرقيين بين حوالي 548-560. كان الملك قبل الأخير للغيبيديين وخلف الملك إيليموند بعد انقلاب عسكري ونفى ابن الملك. تقع مملكة ثوريزيند والمعروفة باسم غيبيديا في أوروبا الوسطى، وكان مركزها في سيرميوم، وهي مدينة رومانية سابقة على نهر سافا (الآن مدينة سريمسكا ميتروفيتشا في صربيا).